# إيغور واشيتسكي
إيغور واشيتسكي (من مواليد 30 يناير 1996، بمدينة فالبرزيخ في بولندا)، هو لاعب كرة قدم دولي بولندا، يلعب في مركز المدافع مع نادي نابولي في الدوري الإيطالي الممتاز ومنتخب بولندا.

## وصلات خارجية
- إيغور واشيتسكي على موقع الاتحاد الأوربي (الإنجليزية)
- إيغور واشيتسكي على موقع قاعدة بيانات كرة القدم.إي يو (الإنجليزية)
- إيغور واشيتسكي على موقع Soccerway.com (الإنجليزية)
- إيغور واشيتسكي على موقع عالم كرة القدم.نت (الإنجليزية)
- إيغور واشيتسكي على موقع AS.com (الإسبانية)